# Andy Goddard
Andy Goddard (Gales, 1968) es un director y guionista británico, conocido por escribir y dirigir su primer largometraje Set Fire to the Stars (2014) y dirigir y coproducir su segundo largometraje A Kind of Murder (2016). Goddard también ha dirigido cinco episodios de la serie dramática de época ITV Downton Abbey.

## Vida y carrera
Goddard nació en Pembroke Dock, Gales, y creció en la Isla de Skye, Escocia. Más tarde estudió cine, fotografía y televisión en la Universidad Napier de Edimburgo.
El primer cortometraje de Goddard, Little Sisters, fue nominado a un Premio BAFTA y ganó el Hugo de Oro al mejor cortometraje narrativo en el 34º Festival Internacional de Cine de Chicago. La película ganó el premio DM Davies en el Festival Internacional de Cine de Gales y el Gran Premio de la Competición Europea en el Festival du film de Vendôme.
Su trabajo en televisión incluye episodios de The Bill, Once Upon a Time, Torchwood, Law & Order: UK, Downton Abbey, y Doctor Who. En 2014, Goddard colaboró con el actor Celyn Jones en Set Fire to the Stars, un largometraje que retrata el primer viaje a América de Dylan Thomas en 1950. Jones interpretó al poeta galés, junto a Elijah Wood, a partir de un guion que coescribió con Goddard. La película se estrenó en el 68.º Festival Internacional de Cine de Edimburgo, y Goddard y Jones fueron nominados al BAFTA al mejor guion. Ha dirigido la película de suspense psicológico A Kind of Murder], protagonizada por Patrick Wilson y Jessica Biel, una adaptación de la novela de Patricia Highsmith El tronista'.